# Ernst Westman

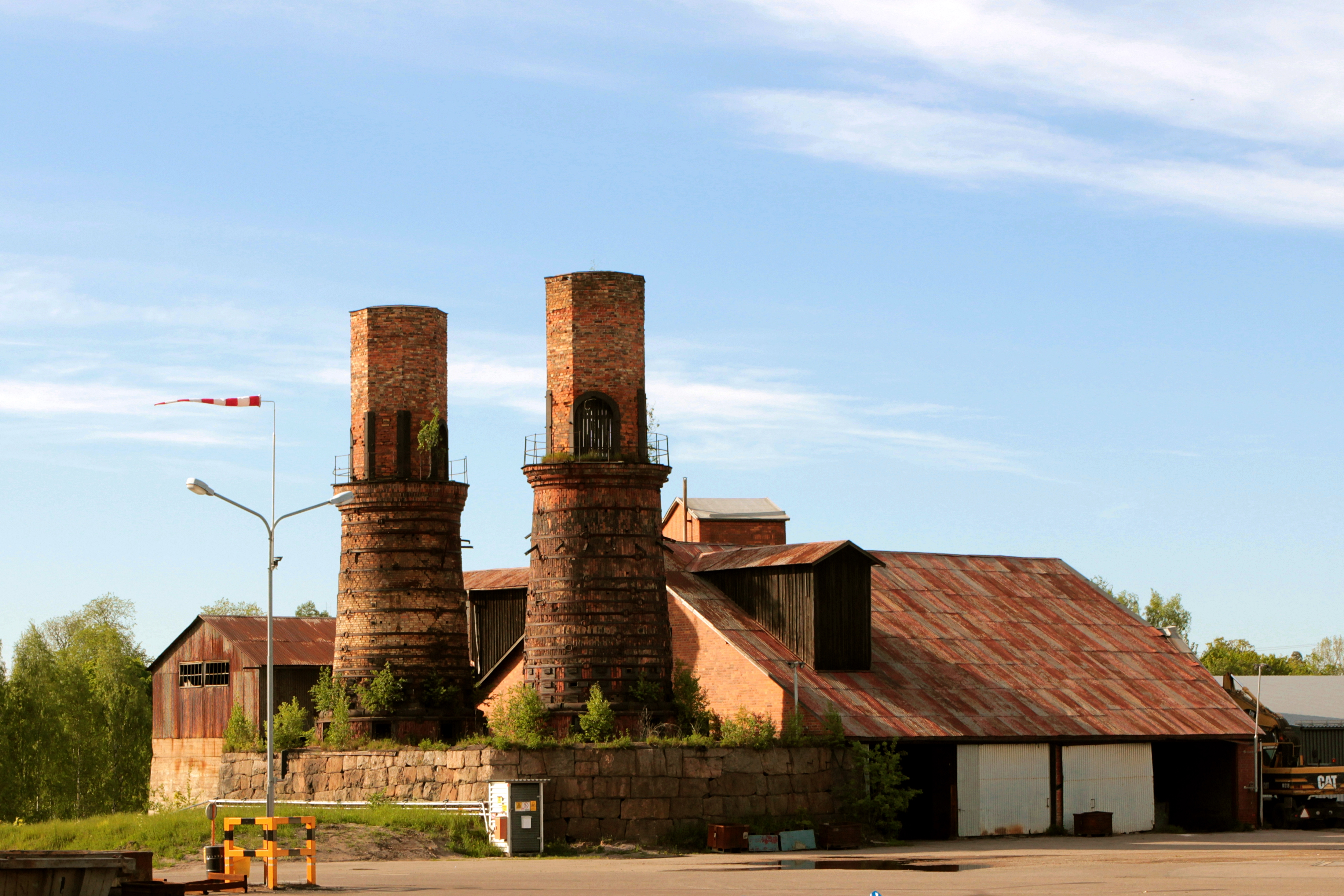
Skorstenar till Westmanska gasrostugnar vid Söderfors bruk.

Ernst Willgott Westman, född 8 november 1823 i Mariestad, död 12 november 1891 i Stockholm, var en svensk metallurg; far till Carl Westman och Sven Westman.
Westman ägnade sig redan från unga år åt teknisk bergshantering och genomgick 1847-48 Bergsskolan i Falun, varefter han engagerades till att sköta masugnarna inom Upplands bergslag. År 1859 utnämndes han till direktör på Jernkontorets metallurgiska stat, vilken befattning han innehade till sin död. 
Westmans främsta livsgärning är den under hans verksamhet inom Dannemora bergslag av honom konstruerade och efter honom uppkallade gasrostugnen, vilken fick vidsträckt användning, vid alla masugnar, där man tillgodogjorde svavelhaltiga malmer. Som direktör vid Jernkontoret verkade han för bessemermetodens införande i Sverige.